# 杜杲 (南宋)
杜杲（1173年—1248年），字子昕，邵武县（今属福建）人。南宋抗元名将。

## 生平
宋宁宗嘉定十二年（1219年），金军攻打滁州（今安徽滁县），杜杲当时任江淮置司幕僚，率军成功救援滁州。宋理宗绍定时，杜杲历任濠州（今安徽凤阳）通判、知州等职，为江淮制置大使赵善湘的谋士。史称杜杲“淹贯经史”，“善行草急就章”。他出策断毁盱眙军（今属江苏）浮桥，迫使盱眙军等地金军投降。嘉定十三年（1220年），以两浙转运使朱在的辟荐，“监崇明镇”，嘉定十五年（1222年），崇明島改隶淮东总领，杜杲与总领岳珂不合，慨然引去。端平元年（1234），金灭亡。杜杲出任安丰军（今安徽寿县）知军，后迁淮西转运判官。端平三年至嘉熙元年（1237）期间，杜杲再任安丰知军。时蒙古宗王口温不花攻城，杜杲守城，在余玠等人的支援下，击退了蒙古军。后迁庐州（今安徽合肥）知州，又升淮西制置副使兼转运判官。嘉熙二年，蒙古大将察罕攻击庐州，杜杲率军抗敌。他等到敌军攻势衰竭以后，乘机出击，胜利而归，遂因功升兵部侍郎，淮西制置使兼转运副使。安丰军和庐州两战是宋代城市保卫战的成功战例。淳祐二年（1242），杜杲任建康（今江苏南京）知府、沿江制置使，兼节制和州（今安徽和县）、无为军（今安徽无为）、安庆府（今安徽安庆），于真州（今江苏仪征）等职，常有击退来犯的蒙古军。六年，告退。八年，病卒。

## 家族
父亲杜颖，字清老。

## 延伸阅读
[在维基数据编辑]
 《周書·卷39》，出自令狐德棻《周書》
 《北史·卷070》，出自李延壽《北史》
 《宋史/卷412》，出自脱脱《宋史》